# Asediul Ierusalimului (70)
Cu puțin timp înainte de luna plină din primăvara anului 70 d.Hr. Titus se află în fața Ierusalimului, cu o forță militară uriașă. Pe toate străzile și pe toate drumurile se rostogolesc spre oraș coloane cum Iudeea nu a mai văzut nicicând. Se apropie legiunile V, X, XII și XV, însoțite de cavalerie, trupe de geniu și alte trupe auxiliare, aproape 80.000 de oameni! În Orașul Sfânt e forfotă; pelerinii au venit din toate colțurile lumii pentru sărbătoarea de Pesach. Ciocnirile dintre elementele extreme ale zeloților și tabăra moderaților se suprapun peste pioasele rugăciuni; pe drum rămân morți și răniți.

## Preludiu

Ierusalimul in anul 70

Între timp, în împrejurimi romanii se instalează în taberele lor. Unui îndemn la predare i se răspunde cu râsete zeflemitoare. Titus dă ordinul de atac. Artileria romană, „scorpiones”, tunurile cu tragere rapidă, și „ballistae”, catapultele de pietre, își reglează tragerea. Fiecare dintre aceste mijloace grele de luptă aruncă pietre de 100 de kilograme la o distanță de 185 de metri! În partea de nord, geniștii se ocupă de călcâiul lui Ahile al cetății. La sud, est și vest zidurile de apărare sunt protejate de versanții abrupți ai văii. În schimb, partea de nord este neobișnuit de întărită prin trei ziduri uriașe. Berbecii și spărgătoarele de zid își încep cu vuiet și bubuituri opera de distrugere a fundațiilor. Abia când proiectilele grele de piatră cad neîntrerupt asupra orașului, când zi și noapte răsună zgomotul înfundat al spărgătoarelor de zid, în cetate se pune capăt conflictului dintre frați. Rivalii fac pace.
La începutul lui mai, după două săptămâni, mașinăriile de asediu au făcut în zidul cel mai nordic o breșă hidoasă. După alte cinci zile romanii pătrund și prin al doilea zid. Un contraatac hotărât îi face pe asediați din nou stăpâni pe zid. Durează mai multe zile până când romanii îl pot cuceri din nou. Astfel suburbia nordică se află în mâinile romanilor.
Convins că, dată fiind situația, Ierusalimul se va preda, Titus oprește atacul. Spectacolul grandios al unei mari parade a forțelor sale militare chiar sub ochii asediaților este menit să îi trezească la realitate.Romanii își dezbracă tunicile de război, își lustruiesc uniformele de paradă. Legionarii își pun armurile, cămășile de zale, coifurile. Cavaleria își împodobește caii cu cioltarele bogat ornamentate și, sub sunetele luminoase ale trompetelor, zeci de mii de războinici defilează prin fața lui Titus și își primesc solda și hrană din belșug în fața asediaților. Timp de patru zile răsună de dimineața până la apusul soarelui pașii de marș ai coloanelor romane obișnuite cu victoria.Strânși unul în altul, oamenii de pe bătrânul zid, de pe partea de nord a Templului, de pe fiecare acoperiș respiră neabătut ostilitate. Demonstrație inutilă – asediații nu se gândesc să se predea. Lupta reîncepe dinspre cel de-al doilea zid, se izbește de cetățuia Antonia. Pe străzile suburbiei frontul se apropie de zona Templului și de Orașul de Sus. Geniștii construiesc căi de atac, trupele auxiliare aduc de prin împrejurimi, de aproape și de departe, copaci pentru ele. Romanii recurg la toate tehnicile de asediu probate. Lucrările pregătitoare sunt mereu deranjate de neîntreruptele încercări ale asediaților de a le perturba. În afara unor ieșiri violente sunt mistuiți de flăcări și berbecii de lemn abia terminați. La lăsarea întunericului, în jurul taberei romane încep să mișune făpturi care vin târâș din ascunzători, ganguri subterane și de peste ziduri.

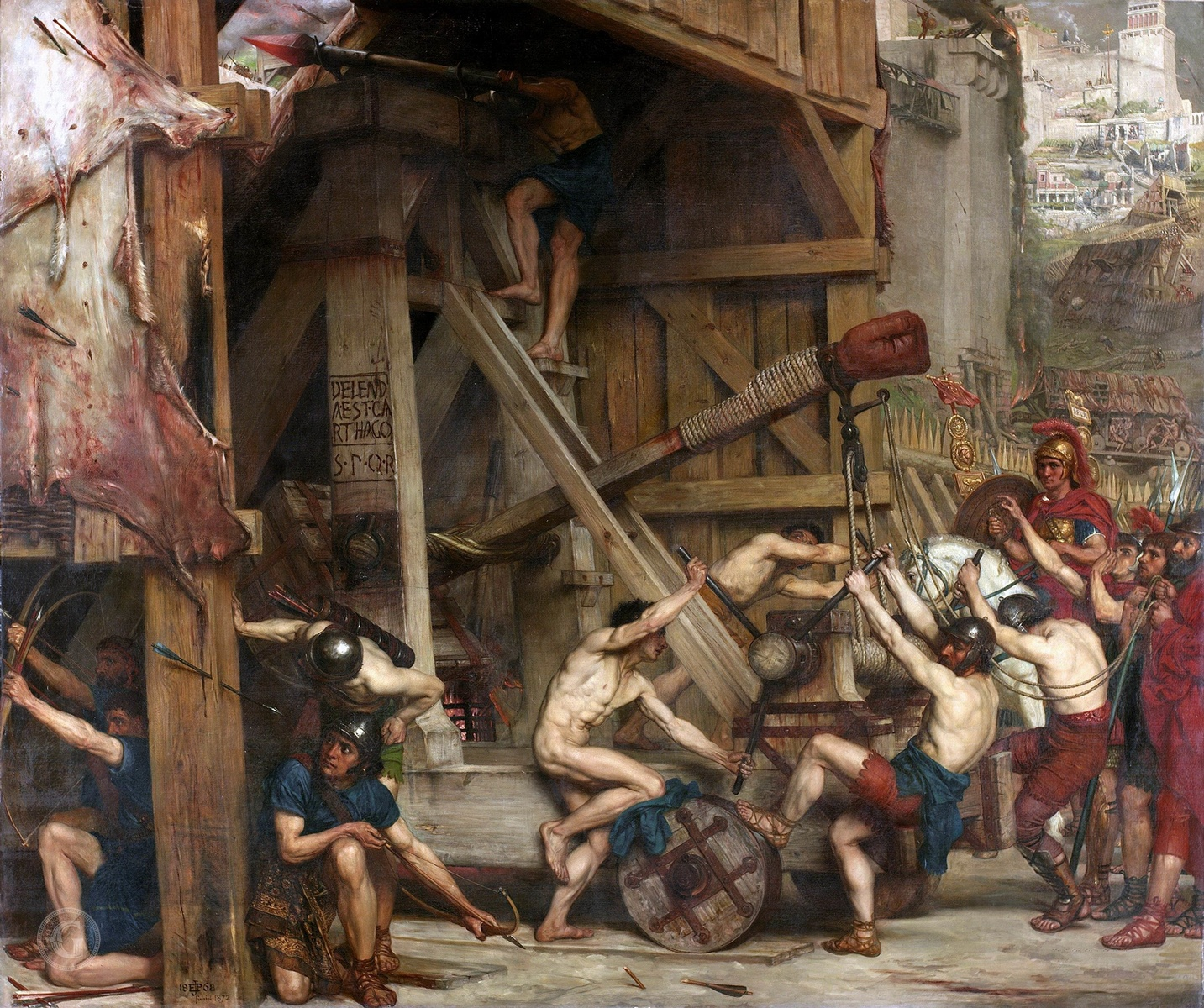
Catapulta

Titus ordonă represalii împotriva acelor creaturi fantomatice pe jumătate flămânzite și împotriva transfugilor. Cine este prins afară – transfug, vagabond, căutător de hrană – va fi crucificat. Cinci sute de oameni bat mercenarii în cuie zi de zi pe bârne, în imediata apropiere a cetății. Treptat, în jurul versanților colinei crește o întreagă pădure de cruci, până când lipsa lemnului face să se oprească înfricoșătoarea activitate. Copac după copac a căzut pradă crucilor, rampelor de asediu, scărilor de atac și focurilor de tabără. Romanii au intrat într-un peisaj înfloritor. Acum au dispărut viile, câmpurile cu legume, bogăția de smochini și măslini; nici măcar Muntele Măslinilor nu mai dăruiește umbră. Deasupra peisajului dezolant de sterp domnește un miros insuportabil. Aruncate peste parapet de cei asediați, în fața zidurilor se înalță în grămezi miile de trupuri ale celor morți de foame și ale războinicilor-căzuți.
Pentru a izola orașul ermetic, Titus poruncește construirea unei „circumvallatio”. Din pământ se construiește, zi și noapte, un zid uriaș, înalt, care cotește amplu în jurai Ierusalimului, întărit prin treisprezece construcții fortificate, păzit de un lanț dens de santinele. Dacă până acum, în timpul nopții și pe căi ascunse, prin tuneluri sau șanțuri s-au mai putut căra provizii și alimente în oraș, acum „circumvallatio” întrerupe și această ultimă și sărăcăcioasă aprovizionare.
Fantoma foamei ține în gheare orașul suprapopulat de pelerini, moartea seceră o recoltă înfricoșătoare. Pofta de ceva comestibil, indiferent ce, nu mai este inhibată de nimic, ucide orice sentiment omenesc.
Mulți fug, la adăpostul întunericului, de foametea aducătoare de moarte și aleargă în brațele unei sorți la fel de oribile. Printre trupele auxiliare ale romanilor se răspândise vestea că fugarii din cetate ar avea mereu asupra lor aur și nestemate, pe care, înghițindu-le, sperau să le scape de mâini străine. Dacă aceia, care nu bănuiau nimic, erau prinși, erau uciși, iar rapacitatea le despica pântecele. În felul acesta și-au pierdut viața într-o singură noapte două mii de oameni. Titus turbează; fără milă poruncește cavaleriei să decimeze trupele auxiliare și instituie pedeapsa cu moartea pentru această fărădelege. Dar asta nu ajută prea mult, măcelul continuă pe ascuns.
La începutul lui iulie soldații săi iau cu asalt Antonia. Cetățuia, pe al cărei „loc pardosit cu pietre” Iisus din Nazaret și-a primit sentința de condamnare la moarte, este dărâmată până la temelii. Zidurile ei se ridicau lângă valul nordic de apărare al Templului.
Acum e rândul complexului templier, această construcție imensă, cea mai bine întărită, cu galerii, balustrade și atrii. Comandantul suprem ține o consfătuire cu ofițerii. Mulți pledează pentru tratarea Templului ca cetate. Titus se împotrivește. El vrea, pe cât posibil, să cruțe renumitul sanctuar, cunoscut în tot Imperium Romanum. Prin intermediul solilor îndeamnă încă o dată la predarea fără luptă. Din nou primește un refuz ca răspuns. Abia acum Titus pornește acțiunile de luptă împotriva zonei sacre.

## Asediul Templului

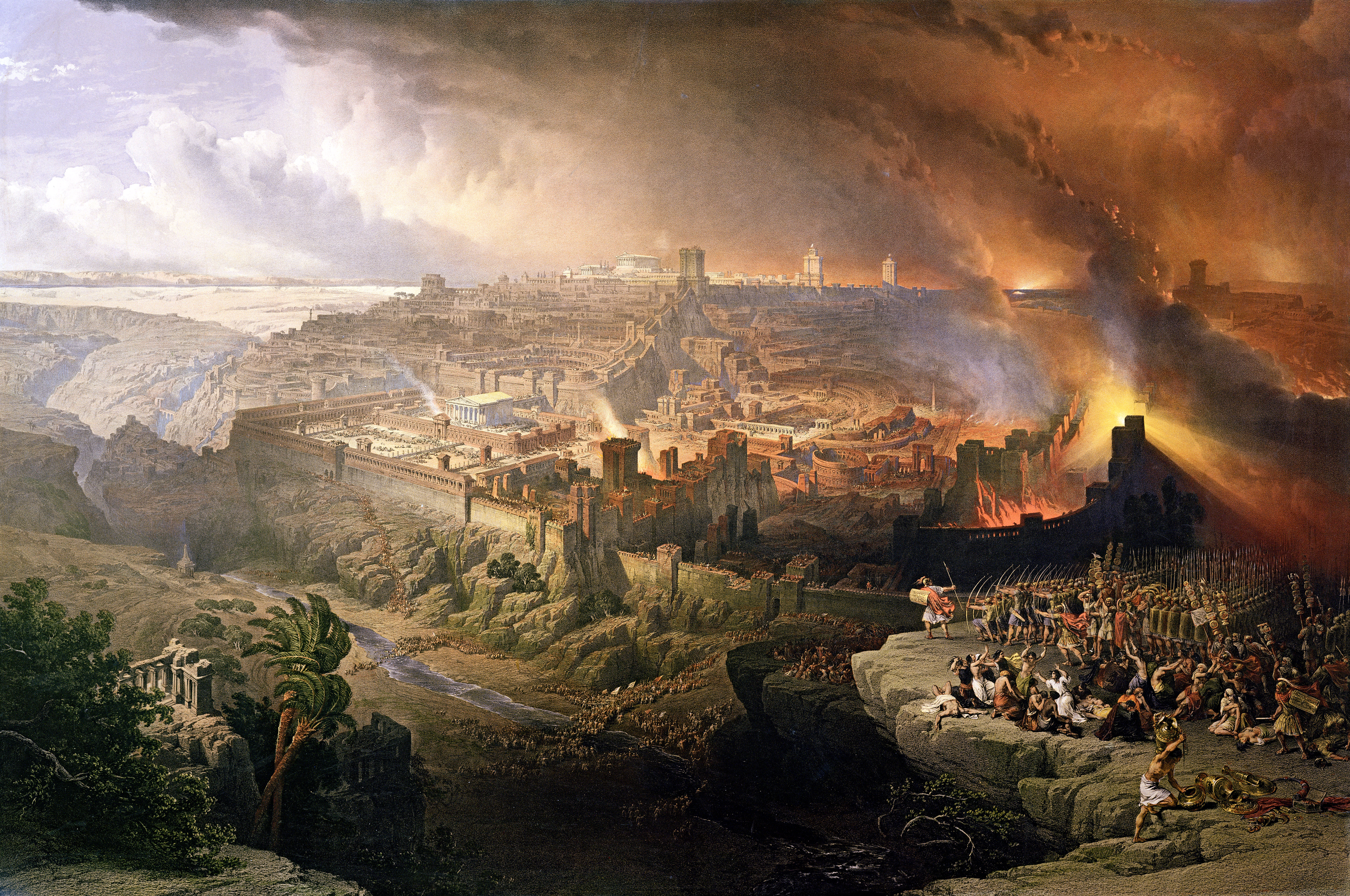
Asediul

O grindină de proiectile grele de piatră și o ploaie neîntreruptă de săgeți cad peste curți. Iudeii luptă ca posedați și nu dau înapoi. Au încredere că în ultima clipă Iahve le va veni în ajutor și își va proteja sanctuarul. Nu numai o dată legionarii ajung pe zid, cățărându-se pe scările de atac. Sunt împinși înapoi de fiecare dată. Spărgătoarele de zid și berbecii n-au nicio putere în fața acestor ziduri. Este imposibil să dărâmi aceste blocuri uriașe de piatră puse unul peste altul în vremea lui Irod. Titus, ca să forțeze intrarea, ordonă să se pună foc porților de lemn ale Templului.
Abia au ars acestea, când dă ordin să se stingă focul și să se pregătească o cale de acces pentru legionari. Ordinul de zi pentru atac este: „Cruțarea sanctuarului”. Însă în timpul nopții focul și-a croit drum până la portic, iar romanii au de lucru până peste cap pentru a stinge focul.
Asediații au folosit acest moment favorabil pentru o acțiune violentă. Într-un masacru necruțător legionarii îi împing înapoi pe evrei, se iau după ei, îi urmăresc prin atrii. Într-un tumult sălbatic luptătorii roiesc în jurul sanctuarului. Agitat și surescitat „unul dintre soldați, fără să aștepte un ordin și fără să se îngrozească de aceasta sau, mai degrabă, ca împins de un demon, a luat una dintre făcliile aprinse și, ridicat de unul dintre camarazii săi, a aruncat focul prin Fereastra de Aur, care ducea în încăperile de lângă Sfânta Sfintelor.”

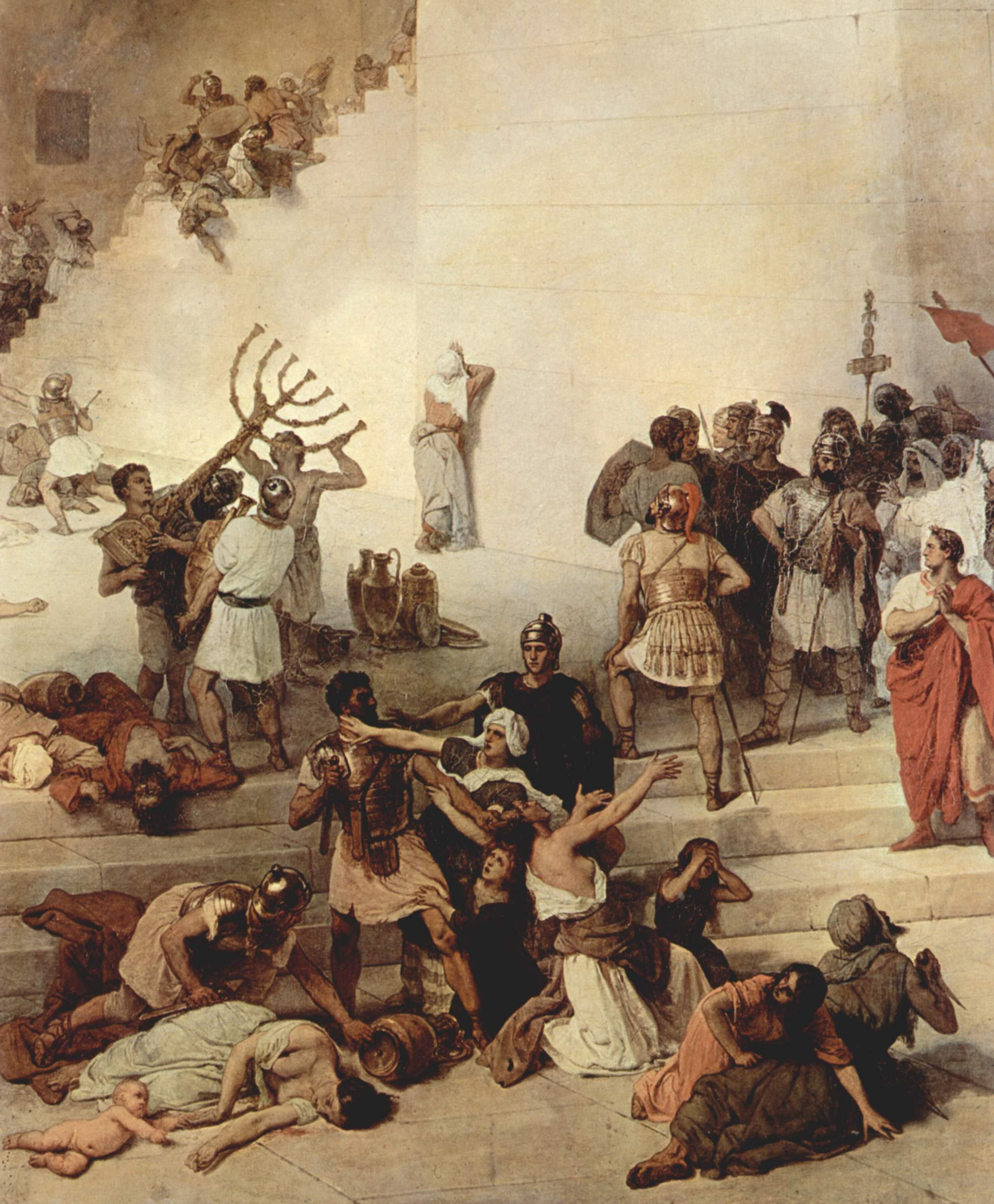
Jefuirea Templului

Odăile sunt îmbrăcate cu lemnărie veche și conțin, pe lângă materiale ușor inflamabile pentru jertfe, vase cu ulei sfințit. Focul torțelor găsește imediat hrană din belșug. Titus vede flăcările și încearcă să oprească răspândirea focului.
„Atunci Cezar a dat ordin să se stingă focul, strigând cu glas tare la soldații care erau în luptă și făcându-le un semn cu mâna dreaptă. Dar aceștia nu au auzit ce a spus, deși a strigat atât de tare… Și pentru că Cezar nu mai era în stare acum să stăvilească furia entuziastă a soldaților, iar focurile înaintau din ce în ce mai mult, s-a dus în încăperea Sfântă a Templului, împreună cu comandanții săi, și a văzut-o cu tot ce era în ea… Dar deoarece flăcările încă nu ajunseseră la încăperile interioare, ci devorau încă încăperile din jurul casei sfinte, iar Titus a presupus, ceea ce era într-adevăr așa, că însăși clădirea ar mai putea fi salvată, a dat fuga și s-a străduit să-i convingă pe soldați să stingă focul, și i-a dat lui Liberalius, centurionului, poruncă și unuia dintre gărzile sale de corp, să-i bată cu bețe pe soldații care se opun și să le arate care le e locul. Dar pe cât era de mare entuziasmul lor pentru Cezar și teama de ceea ce el le interzisese, pe atât de mare era și ura lor împotriva evreilor și pasiunea de a lupta cu ei.
În plus, pe mulți îi împingea înainte speranța unui jaf. Aveau impresia că toate aceste încăperi erau pline de aur înăuntru, și vedeau că totul în jurul lor era din aur pur… Și astfel a ars casa sfântă până la temelii fără acordul lui Cezar.”

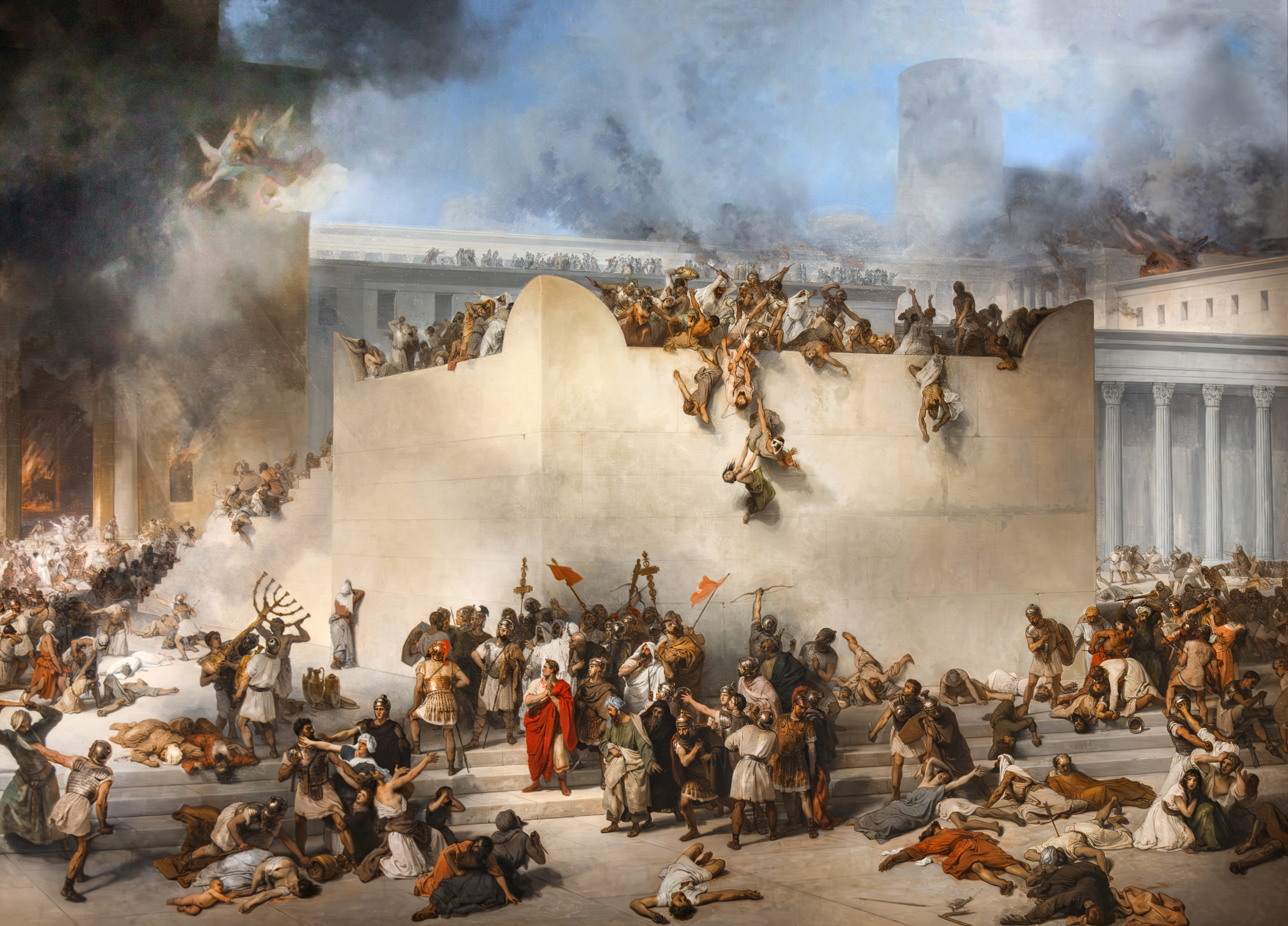
Masacrul

În luna august a anului 70 d.Hr. legionarii romani și-au înălțat drapelele în zona sacră a evreilor și au adus jertfe în fața lor. Deși jumătate de Ierusalim se află în mâinile dușmanului, deși – asemenea unor semne prevestitoare de rău -din Templul arzând se ridică sumbre coloane de fum, zeloții nu se predau. Ioan din Ghisala scapă, cu o ceată mai mare, din zona Templului în Orașul de Sus de pe colina vestică. Alții se refugiază în palatul lui Irod, cel cu turnuri puternice. Încă o dată Titus trebuie să introducă în luptă geniștii, artileria, mașinăriile-berbece, toată strălucita sa tehnică de asediu. În septembrie sunt trecute și aceste ziduri, cucerite ultimele bastioane; rezistența este înfrântă definitiv.
Pierderile umane ale iudeilor sunt inimaginabil de mari. În timpul asediului s-au aflat în cetate, conform datelor lui Tacit, 600 000 de oameni. Josephus notează ca număr al prizonierilor, fără a socoti și crucificații și spintecații, 97.000 și adaugă că pe o singură poartă iudeii au scos într-un interval de trei luni 115.800 de cadavre.

## Urmări

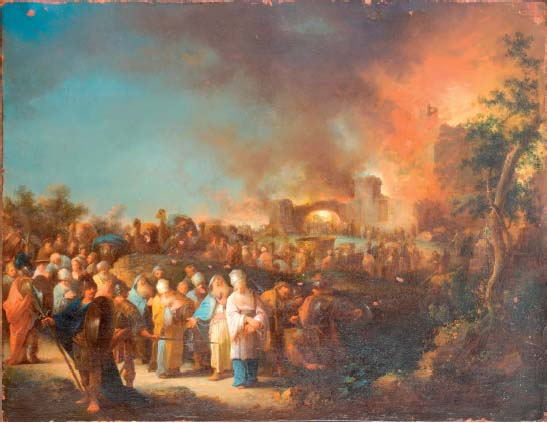
Distrugerea Ierusalimului

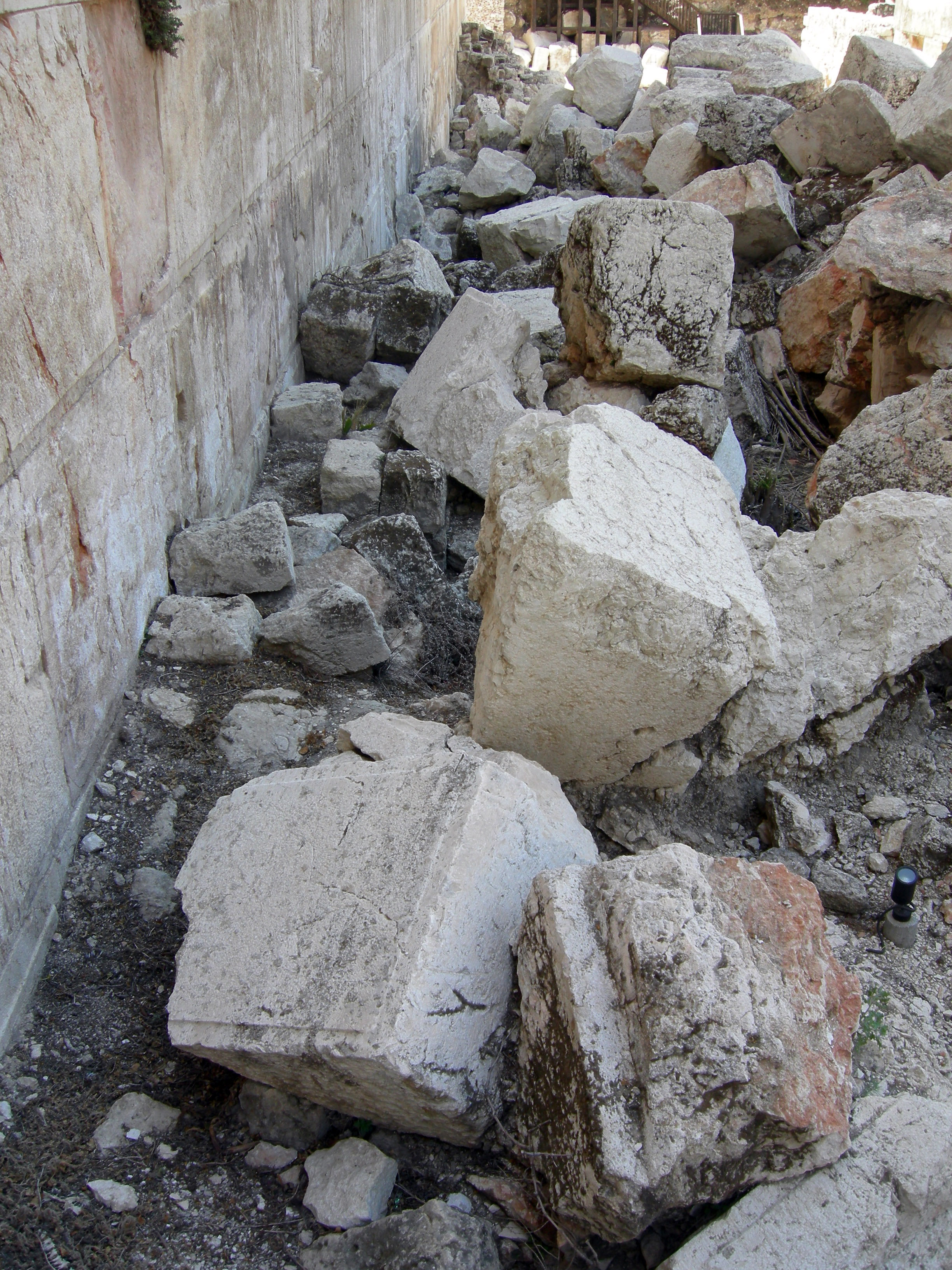
Rămășsițele zidurilor

Deasupra ruinelor, pustiului și deznădejdii din Templul Ierusalimului, pe care, sub amenințarea pedepsei cu moartea, nimeni nu avea voie să calce, împăratul Adrian ridică o nouă colonie romană: Aelia Capitolina. Priveliștea unei colonii străine pe pământul sacru al culturii iudaice provoacă încă o dată o rebeliune deschisă. Iulius Severus, guvernatorul Britanniei, este trimis în Iudeea și zdrobește și ultima încercare disperată a iudeilor, care a durat trei ani, de a-și recuceri libertatea. Împăratul Adrian pune acum să mai fie construit un hipodrom, două băi și un teatru mare. Pe masele de moloz ale sanctuarului iudaic se înalță în toată splendoarea, parcă în bătaie de joc, un monument al lui Jupiter; iar acolo unde, conform tradiției creștine, s-a aflat mormântul lui Hristos, oameni străini merg în pelerinaj, urcând terasele în trepte, la sanctuarul zeiței păgâne Venus!